# Karl Völker (Theologe)
Karl Völker (* 1. Dezember 1886 in Lemberg, Galizien (heute Ukraine); † 27. September 1937 in Wien) war ein österreichischer evangelischer Theologe.
Völker stammte aus einer deutschstämmigen Familie, wuchs aber zweisprachig auf. Nach dem Abitur am deutschen Gymnasium in Lemberg studierte er Evangelische Theologie und Philosophie an den Universitäten Wien, Leipzig und Berlin. Seine wichtigsten Lehrer waren Georg Loesche in Wien und Adolf von Harnack in Berlin. Nachdem er 1908 in Wien das Kandidatenexamen abgelegt hatte, wurde er 1909 ebenda zum Doktor der Philosophie promoviert (Dissertation: Der Protestantismus in Polen auf Grund der einheimischen Geschichtsschreibung dargestellt), erwarb 1911 den theologischen Lizentiatengrad und habilitierte sich 1913 im Fach Kirchengeschichte. Da er als Privatdozent nicht besoldet wurde, übernahm er die Inspektorenstelle am evangelischen Theologenheim und erteilte Religionsunterricht an Wiener Mittelschulen. 1919 wurde er zum außerplanmäßigen Professor für Kirchengeschichte an der Evangelisch-Theologischen Fakultät der Universität Wien ernannt. 1920 erhielt er die ordentliche Professur für Praktische Theologie, wurde aber 1922 nach dem Weggang Johannes von Walters auf die ordentliche Professur für Kirchengeschichte berufen, die er bis zu seinem Tod innehatte.
Völkers Forschungsschwerpunkt war zunächst die osteuropäische Kirchengeschichte. Seine Kirchengeschichte Polens von 1930 gilt immer noch als Standardwerk. Später verlegte er sich mehr auf die österreichische Kirchengeschichte; so übernahm er 1932 den Vorsitz der Gesellschaft für die Erforschung des Protestantismus in Österreich, deren Jahrbuch er schon seit 1930 herausgab. Eine Gesamtdarstellung der Geschichte des Protestantismus in Österreich blieb unvollendet. Neben seiner wissenschaftlichen Arbeit engagierte Völker sich auch in der evangelischen Generalsynode, im Ausschuss des Zentralvereins für Innere Mission und im Wiener evangelischen Schulverein (seit 1926 als stellvertretender Obmann).
Die Universität Breslau zeichnete Völker 1921 mit der Ehrendoktorwürde aus; die Polska Akademia Umiejętności berief ihn zum Mitglied.

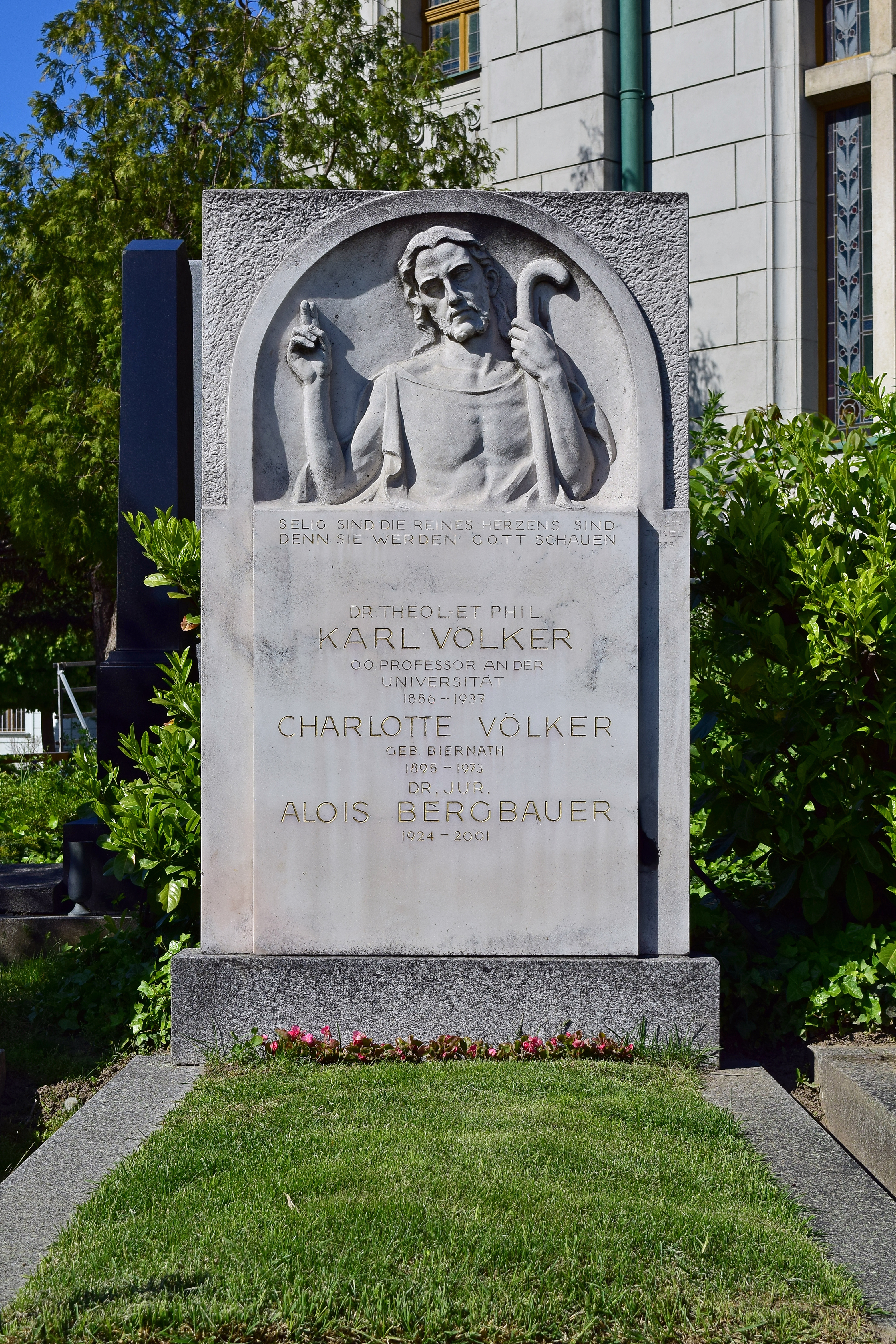
Grab am Wiener Zentralfriedhof

Völker wurde im evangelischen Friedhof am Wiener Zentralfriedhof in einem ehrenhalber gewidmeten Grab beigesetzt.

## Schriften (Auswahl)
- Toleranz und Intoleranz im Zeitalter der Reformation. Leipzig 1912.
- Die Entwicklung des Protestantismus in Österreich. Haase, Leipzig [u. a.] 1917.
- Die Kirchengeschichtsschreibung der Aufklärung. Mohr, Tübingen 1921.
- Mysterium und Agape. Die gemeinsamen Mahlzeiten in der alten Kirche. Klotz, Gotha 1927.
- Kirchengeschichte Polens. de Gruyter, Berlin 1930.
- Das Zustandekommen des österreichischen Protestantenpatents vom 8. April 1861. In: Jahrbuch für die Geschichte des Protestantismus in Österreich 52 (1931), S. 3–68.
- Georg Loesche. Ein Beitrag zur Geschichte der Wiener Evangelisch-theologischen Fakultät. In: Jahrbuch für die Geschichte des Protestantismus in Österreich 54 (1933), S. 3–56.
- Staatsgedanke und Reichsidee in der Geschichte des österreichischen Protestantismus. In: Jahrbuch für die Geschichte des Protestantismus in Österreich 56 (1935), S. 3–51.
- Die »Sturmpetition« der evangelischen Stände in der Wiener Hofburg. Wirklichkeit und Legende. In: Jahrbuch für die Geschichte des Protestantismus in Österreich 57 (1936), S. 3–50.